# 6,8 mm Remington SPC
Il 6,8 x 43 mm Remington SPC è una cartuccia da fucile d'assalto moderno, creata per avere una potenza intermedia tra il 5,56 × 45 mm NATO e il 7,62 × 51 mm NATO.

## Caratteristiche
Consente di avere maggiore potenza del 5,56 × 45 mm, calibro usato nella maggior parte dei fucili d'assalto della NATO, quale l'M16, minore rinculo del 7,62 × 51 mm, e maggiore precisione del 7,62 × 39 mm, calibro usato nell'ex-Patto di Varsavia, in armi quale l'AK-47 che a distanza medio-alta inizia ad avere seri problemi di traiettoria, quindi di precisione.
Questo calibro è usato nel Barrett M468 e come possibilità per il cambio di calibro nel Beretta ARX-160.